# Sheppton
Sheppton és una concentració de població designada pel cens dels Estats Units a l'estat de Pennsilvània. Segons el cens del 2000 tenia 239 habitants.

## Demografia
Segons el cens del 2000, Sheppton tenia 239 habitants, 99 habitatges, i 58 famílies. La densitat de població era de 1.845,6 habitants per quilòmetre quadrat.
Dels 99 habitatges en un 27,3% hi vivien nens de menys de 18 anys, en un 41,4% hi vivien parelles casades, en un 16,2% dones solteres, i en un 41,4% no eren unitats familiars. En el 33,3% dels habitatges hi vivien persones soles el 21,2% de les quals corresponia a persones de 65 anys o més que vivien soles. El nombre mitjà de persones vivint en cada habitatge era de 2,41 i el nombre mitjà de persones que vivien en cada família era de 3,21.
Per edats la població es repartia de la següent manera: un 24,3% tenia menys de 18 anys, un 5,9% entre 18 i 24, un 27,2% entre 25 i 44, un 25,1% de 45 a 60 i un 17,6% 65 anys o més.
L'edat mediana era de 40 anys. Per cada 100 dones de 18 o més anys hi havia 84,7 homes.
La renda mediana per habitatge era de 26.042 $ i la renda mediana per família de 35.750 $. Els homes tenien una renda mediana de 30.625 $ mentre que les dones 26.250 $. La renda per capita de la població era de 12.547 $. Entorn del 13,6% de les famílies i el 16,3% de la població estaven per davall del llindar de pobresa.

## Poblacions més properes
El següent diagrama mostra les poblacions més properes.